# ARID1A
AT-rich interactive domain-containing protein 1A é uma proteína humana que é codificada pelo gene ARID1A. Este gene codifica uma proteína liga a família SWI/SNF, cujos membros possuem atividade do tipo helicase e ATPase e estão envolvidos na transcrição de determinados genes por meio da alteração da estrutura da cromatina na região que abriga os ditos genes.
Estudos do Centro para Câncer Johns Hopkins Kimmel publicados em setembro de 2010 na revista Science demonstraram que está relacionada com o câncer de ovário. Neste caso, impede a formação de tumores.

## Interações
ARID1A mostrou interação com SMARCB1 e SMARCA4.

## Leitura de apoio
- Martens JA, Winston F (2003). «Recent advances in understanding chromatin remodeling by Swi/Snf complexes.». Curr. Opin. Genet. Dev. 13 (2): 136–42. PMID 12672490. doi:10.1016/S0959-437X(03)00022-4
- Maruyama K, Sugano S (1994). «Oligo-capping: a simple method to replace the cap structure of eukaryotic mRNAs with oligoribonucleotides.». Gene. 138 (1-2): 171–4. PMID 8125298. doi:10.1016/0378-1119(94)90802-8
- Wang W, Xue Y, Zhou S;  et al. (1996). «Diversity and specialization of mammalian SWI/SNF complexes.». Genes Dev. 10 (17): 2117–30. PMID 8804307. doi:10.1101/gad.10.17.2117
- Wang W, Côté J, Xue Y;  et al. (1996). «Purification and biochemical heterogeneity of the mammalian SWI-SNF complex.». EMBO J. 15 (19): 5370–82. PMC 452280. PMID 8895581
- Suzuki Y, Yoshitomo-Nakagawa K, Maruyama K;  et al. (1997). «Construction and characterization of a full length-enriched and a 5'-end-enriched cDNA library.». Gene. 200 (1-2): 149–56. PMID 9373149. doi:10.1016/S0378-1119(97)00411-3
- Dallas PB, Cheney IW, Liao DW;  et al. (1998). «p300/CREB binding protein-related protein p270 is a component of mammalian SWI/SNF complexes.». Mol. Cell. Biol. 18 (6): 3596–603. PMC 108941. PMID 9584200
- Dallas PB, Pacchione S, Wilsker D;  et al. (2000). «The human SWI-SNF complex protein p270 is an ARID family member with non-sequence-specific DNA binding activity.». Mol. Cell. Biol. 20 (9): 3137–46. PMC 85608. PMID 10757798. doi:10.1128/MCB.20.9.3137-3146.2000
- Nie Z, Xue Y, Yang D;  et al. (2000). «A specificity and targeting subunit of a human SWI/SNF family-related chromatin-remodeling complex.». Mol. Cell. Biol. 20 (23): 8879–88. PMC 86543. PMID 11073988. doi:10.1128/MCB.20.23.8879-8888.2000
- Takeuchi T, Nicole S, Misaki A;  et al. (2001). «Expression of SMARCF1, a truncated form of SWI1, in neuroblastoma.». Am. J. Pathol. 158 (2): 663–72. PMC 1850330. PMID 11159203
- Kozmik Z, Machon O, Králová J;  et al. (2001). «Characterization of mammalian orthologues of the Drosophila osa gene: cDNA cloning, expression, chromosomal localization, and direct physical interaction with Brahma chromatin-remodeling complex.». Genomics. 73 (2): 140–8. PMID 11318604. doi:10.1006/geno.2001.6477
- Kato H, Tjernberg A, Zhang W;  et al. (2002). «SYT associates with human SNF/SWI complexes and the C-terminal region of its fusion partner SSX1 targets histones.». J. Biol. Chem. 277 (7): 5498–505. PMID 11734557. doi:10.1074/jbc.M108702200
- Lemon B, Inouye C, King DS, Tjian R (2002). «Selectivity of chromatin-remodelling cofactors for ligand-activated transcription.». Nature. 414 (6866): 924–8. PMID 11780067. doi:10.1038/414924a
- Hurlstone AF, Olave IA, Barker N;  et al. (2002). «Cloning and characterization of hELD/OSA1, a novel BRG1 interacting protein.». Biochem. J. 364 (Pt 1): 255–64. PMC 1222568. PMID 11988099
- Inoue H, Furukawa T, Giannakopoulos S;  et al. (2003). «Largest subunits of the human SWI/SNF chromatin-remodeling complex promote transcriptional activation by steroid hormone receptors.». J. Biol. Chem. 277 (44): 41674–85. PMID 12200431. doi:10.1074/jbc.M205961200
- Strausberg RL, Feingold EA, Grouse LH;  et al. (2003). «Generation and initial analysis of more than 15,000 full-length human and mouse cDNA sequences.». Proc. Natl. Acad. Sci. U.S.A. 99 (26): 16899–903. PMC 139241. PMID 12477932. doi:10.1073/pnas.242603899
- Nie Z, Yan Z, Chen EH;  et al. (2003). «Novel SWI/SNF chromatin-remodeling complexes contain a mixed-lineage leukemia chromosomal translocation partner.». Mol. Cell. Biol. 23 (8): 2942–52. PMC 152562. PMID 12665591. doi:10.1128/MCB.23.8.2942-2952.2003
- Kitagawa H, Fujiki R, Yoshimura K;  et al. (2003). «The chromatin-remodeling complex WINAC targets a nuclear receptor to promoters and is impaired in Williams syndrome.». Cell. 113 (7): 905–17. PMID 12837248. doi:10.1016/S0092-8674(03)00436-7